# Sociedad Editora Universal
Sociedad Editora Universal (de vegades anomanada «El Trust») va ser una important empresa editorial i periodística espanyola que va existir durant les dècades de 1920 i 1930.
Aquesta empresa va ser la successora de la Sociedad Editorial de España, propietària d'un grup de periòdics en l'Espanya de la restauració. El grup estava format per Heraldo de Madrid, El Liberal de Madrid, El Liberal de Sevilla, El Defensor de Granada, El Liberal de Múrcia, la revista Royal i el setmanari La Moda Práctica.

## Història
La societat es va constituir en 1923 quan els germans Manuel Busquets i Joan Busquets, al costat de l'advocat Amadeu Hurtado i Miró, van adquirir el "trust" periodístic Sociedad Editorial de España. Tots ells van formar el nucli d'accionistes fins a 1927, quan Hurtado es va desvincular de l'empresa. L'administrador, Antonio Sacristán Zavala, va ser l'impulsor de l'acord i anys més tard es va convertir també en accionista. Els principals diaris de l'empresa eren el Heraldo de Madrid i El Liberal, tots dos amb seu a la capital d'Espanya. Per la seva banda, El Liberal de Sevilla es va convertir en el principal diari de la regió andalusa, amb un tiratge diari de 50.000 exemplars.
La Sociedad Editora Universal va ser un grup editorial de gran èxit durant els seus anys d'activitat, especialment en l'etapa republicana, quan repartia dividends del 11% del capital als seus accionistes i emprenia fortes inversions en maquinària, com la rotativa Wifag encarregada a Suïssa en 1936. L'estabilitat en la propietat va ser la clau del creixement dels periòdics de la societat que, en el cas de Heraldo de Madrid, va trencar tots els rècords i va tenir en aquests anys una trajectòria ascendent —en contrast amb El Liberal, que va entrar en una etapa de decadència. Això va suposar que l'empresa fos econòmicament rendible, a diferència d'alguns dels seus rivals com La Papelera Española, i permetés escometre —entre 1934 i 1936— una forta expansió del capital social, que va augmentar des d'1,8 milions de pessetes fins als 5 milions.
Després de l'esclat de la Guerra Civil Espanyola al juliol de 1936, l'empresa va sofrir les vicissituds de la contesa. Els periòdics de la societat van ser confiscats per Falange Española a mesura que les tropes franquistes obstaculitzen a les ciutats espanyoles. El director d'El Defensor de Granada, Constantino Ruiz Carnero, va morir durant la repressió a la seva ciutat, mentre que El Liberal de Sevilla va ser arrasat per les tropes de Queipo de Llano quan aquest va advertir que s'intentaven imprimir octavillas contràries a la revolta militar. Les publicacions que van quedar en zona republicana van continuar editant-se sota la gestió de comitès obrers. Les instal·lacions d'Heraldo de Madrid i El Liberal de Madrid al carrer del Marquès de Cubas van ser ocupades per un grup de falangistes el 27 de març de 1939, coincidint amb el final de la contesa.
Els béns de producció de la societat van ser confiscats per FET i de les JONS, i mai van ser retornats ni indemnitzats els seus propietaris malgrat les innombrables gestions realitzades des de data tan primerenca com 1947 i fins a la més recent iniciativa, tractada al Congrés dels Diputats al novembre de 2009.